# Stibadium concinnum
Stibadium concinnum är en fjärilsart som beskrevs av Dyar 1909. Stibadium concinnum ingår i släktet Stibadium och familjen nattflyn. Inga underarter finns listade i Catalogue of Life.